# The Vote That Counted
The Vote That Counted er en amerikansk stumfilm fra 1911.